# Gob
Gob je punková skupina z Langley v Britské Kolumbii v Kanadě, která vznikla v roce 1994.

## Diskografie
- Gob (Self Titled) (1994)
- Too Late... No Friends (1995)
- Ass Seen on TV (1997)
- How Far Shallow Takes You (1998)
- World According to Gob (2001)
- F.U. EP (2002)
- Foot in Mouth Disease (2003)
- Muertos Vivos (2007)
- TBA (2011)

## Členové skupiny

### Současní členové
- Tom Thacker -- zpěv, kytara (1994–dosud)
- Theo Goutzinakis -- kytara, zpěv (1994–dosud)
- Gabe Mantle -- bicí, doprovodný zpěv (1998–dosud)
- Steven Fairweather -- baskytara, doprovodný zpěv (2008–dosud)

### Dřívější členové
- Patrick Paszana -- bici, doprovodný zpěv (1994–1998)
- Kelly Macauley -- baskytara, doprovodný zpěv (1994–1995)
- Jamie Fawkes -- baskytara, doprovodný zpěv (1995–1996)
- Happy Kreter -- baskytara, doprovodný zpěv] (1996)
- Craig Wood -- baskytara, doprovodný zpěv (1996–2004)
- Tyson Maiko -- baskytara, doprovodný zpěv (2007–2008)